# Postgeschichte und Briefmarken der Färöer
Postgeschichte und Briefmarken der Färöer behandelt die Geschichte der färöischen Post und die Geschichte der färöische Briefmarken.

## Geschichte

### Skjútsur

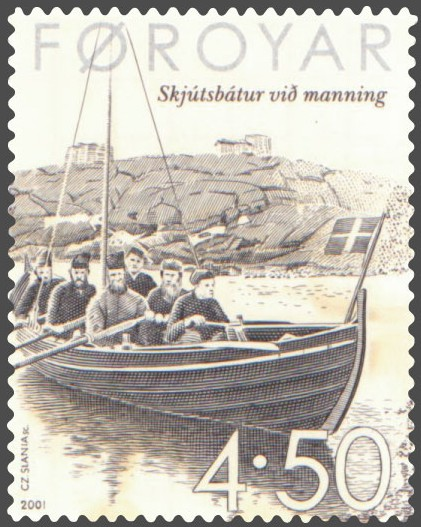
Skjútsbátur – so hieß das Postboot des Skjúts-Systems.

Als es noch keine Fähren im Liniendienst zwischen den 17 bewohnten Inseln gab, musste eine besondere Beförderungsregelung her, um den Einwohnern der verschiedenen Inseln den Austausch von Nachrichten zu ermöglichen. Diese Art der Beförderung von Reisenden und Post wurde als skjútsur bezeichnet (fär. skjútsa = (Passagiere) befördern).
Diese Regelung zur Beförderung sah vor, dass in jedem Dorf ein Posthalter (so genannter  skjútsskaffari) zu ernennen war. Dieser war zur Aufstellung einer Mannschaft für die Beförderung von Personen, Briefen und Paketen vom einen Dorf ins andere verpflichtet. Diese Beförderungsregelung wurde um 1865 herum eingeführt, als das erste diesbezügliche Gesetz in Kraft trat.
Die Beförderungstarife wurden vom Løgting immer für fünf Jahre festgesetzt. Es gab drei Arten von Beförderung:
- Beamtenpost und -beförderung (embætisskjútsur)
- Pfarrerpost und -beförderung (prestaskjútsur)
- Privatpost und -beförderung (almenningsskjútsur)

Das Beförderungsentgelt war unterschiedlich. Dabei war das geringste Entgelt bei Beförderung der Amtspost zu zahlen, während Privatpost am teuersten war. Vor 1865 wurden diese Beförderungsleistungen unentgeltlich erbracht.
Alle gesunden Männer im Alter von 15 bis 50 Jahren waren zur Leistung gemäß der Beförderungsregelung verpflichtet, sie konnten sich nicht verweigern, ohne eine Strafe zahlen zu müssen. Es war nicht immer ein leichtes Vorhaben, Post von einer Insel zur anderen durch gefährliche Gewässer zu befördern, zumal die Strömung oft stark ist.
Peter S. Johannesen (Petur í Mattalág), einer der ersten Postbeförderer, berichtet über einen Briefbeförderungsvorgang aus der Zeit, als die Beförderungsregelung noch galt. Der Brief, der von Tórshavn nach Hvalba auf Suðuroy gebracht werden sollte, war mit „K.T.“, (Königlicher Dienst), gekennzeichnet und mit dem Vermerk „Unverzüglich zu befördern“ versehen, was heißt, dass das Schreiben baldmöglichst, abhängig von der Wetterlage befördert werden sollte.
Der Brief wurde beim Posthalter von Tórshavn aufgegeben, der unverzüglich einen zur Beförderungsleistung verpflichteten Mann mit der Sache beauftragte. Dieser ging zu Fuß von Tórshavn nach Kirkjubøur, wo er den Brief beim örtlichen Posthalter ablieferte. Jener wiederum ließ den Brief mit einem Boot nach Sandoy rudern – dorthin, wo heute das Dorf Skopun liegt. Einer der Männer im Boot musste anschließend zu Fuß mit dem Brief nach Sandur gehen, um ihn an den dortigen Posthalter auszuhändigen. Danach ging er zum Boot zurück, das auf ihn zu wartete. Der Posthalter von Sandur beauftragte einen Mann, mit dem Brief nach Dalur zu wandern. Von dort wurde der Brief mit dem Boot nach Hvalba auf Suðuroy befördert. Hier wurde der Brief schließlich dem Pfarrer zugestellt.
Wegen starker Strömung und ungünstiger Witterung konnte die mit dieser Beförderung beauftragte Mannschaft nicht am selben Abend zurück nach Dalur rudern. Im Laufe der Nacht wurde das Wetter schlechter, so dass die Männer zwei Wochen lang auf der Insel bleiben mussten.
Die Beförderungsregelung blieb ungefähr bis zum Ersten Weltkrieg in Kraft, wurde jedoch zu jener Zeit nicht mehr so häufig in Anspruch genommen, weil die Postgebühren verhältnismäßig niedrig waren, so dass die Post eine vernünftige Alternative darstellte.

### Aufbau des Postwesens

Die drei färöischen Postrouten ab 1872

Der erste bekannte Brief von den Färöern, der mit einer dänischen Briefmarke versehen war, datiert vom 5. Januar 1852 und war eine Sendung des Gouverneurs Carl Emil Dahlerup an seinen Bruder in Ærøskøbing. Der Brief lief über die Shetlandinseln, London und Hamburg-Altona und wurde 2003 für 27.000 Euro versteigert.
Nach der Einrichtung der Dampfschifffahrtsline Kopenhagen-Schottland (Shetland)-Färöer-Island 1870 trat auf den Färöern zum 1. April 1871 ein neues Postgesetz in Kraft, wodurch insgesamt 28 Gesetze, Rechtsverordnungen, Tarifsätze und Erlasse aus der Zeit zwischen 1694 und 1868 aufgehoben wurden. Das Porto betrug zum 18. Februar 1870 noch 8 Schillinge für Briefe bis 15 Gramm und 16 Schillinge von 15 bis 250 Gramm. Im dänischen Portogebiet betrug das Porto für Briefe bis 250 Gramm 4 Schillinge.
Bis 1875 kam der Dampfer 14-mal im Jahr zu den Färöern, von 1876 bis 1879 18- bis 20-mal. Tórshavn erhielt als Anlaufhafen des Dampfers eine eigene Poststelle (siehe unten), und von hier aus wurden 1872 drei Postrouten eingerichtet:
- Tórshavn–Kirkjubøur–Skopun–Sandur–Hvalba–Trongisvágur (Tórshavn–Suðuroy)
- Tórshavn–Søldarfjørður–Syðrugøta–Gøtugjógv–Norðragøta–Leirvík–Klaksvík (Tórshavn–Nordinseln)
- Tórshavn–Kvívík–(Vestmanna, wetterbedingt)–Sandavágur (Tórshavn–Vágar)

Diese drei Routen wurden von je einem Postzusteller betreut. Amtmann Hannes Finsen schreibt am 24. April 1872:
Die Post, die mit dem Postzusteller befördert wird, wird unterwegs beim Sýslumaður ausgewechselt, – oder bei den Stationen, wo kein solcher wohnt, bei dem betreffenden „skjútsskaffari“ (s.o.). Die Abfahrten von Thorshavn erfolgen am Tag nach der Ankunft des Postdampfschiffes aus Kopenhagen und die Rückreise nach Thorshavn zwölf Stunden nach Ankunft des Postzustellers bei der Endstation.

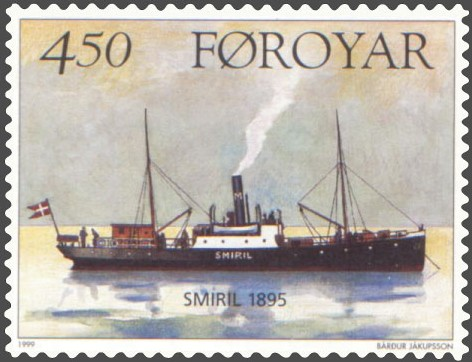
Die Smiril I. revolutionierte ab 1896 das färöische Transport- und Postwesen. Sie hatte sogar anfangs einen eigenen Poststempel, dessen Abdrücke zu den absoluten Raritäten gehören.

Später erhielten Tvøroyri (genauer Trongisvágur) und Klaksvík eigene Postabfertigungsstellen. Ein Postdampfer, die Smiril I., verkehrte ab 1896 zwischen den drei Knotenpunkten Tórshavn, Klaksvík und Trongisvágur. Die färöische Postreform vom 1. Juli 1903 unterstellte diesen drei Postabfertigungsstellen acht weitere Briefsammelstellen in den größeren Orten des Landes. Jetzt gab es sechs Hauptrouten mit den jeweiligen neuen Poststellen als Endstation:
- Tórshavn-Sandur
- Tórshavn-Vestmanna-Miðvágur
- Tórshavn-Strendur-Eiði
- Klaksvík-Fuglafjørður
- Trongisvágur-Hvalba
- Tróngisvágur-Vágur

Am 1. Mai 1908 wurden die Färöer als selbständiges Postgebiet unter dem Generaldirektorat des dänischen Post- und Fernmeldewesens anerkannt. Das hatte zur Folge, dass die Postabfertigungsstelle in Tórshavn ein richtiges Postamt wurde und nunmehr die günstigeren dänischen Ortstarife im innerfäröischen Briefverkehr galten (so wie z. B. innerhalb Kopenhagens).
Während der nächsten 25 Jahre wurden in so gut wie allen Ortschaften Poststellen errichtet. Die meisten davon, 15 Stück, wurden 1918 eröffnet. Ab Ende 1969 sind mehrere Poststellen geschlossen worden. Die Postverbindung mit den Einwohnern zu diesen Ortschaften wurde mit Landboten aufrechterhalten.
Nach den Løgtingswahlen 1974 beschloss die Autonomieregierung, das färöische Postwesen von Dänemark in die eigene Hand zu übernehmen und trat in Verhandlungen mit dem Mutterland.
Am 1. Juni 1962 wurden die dänischen Ortsnamen auf den Poststempeln durch färöische ersetzt.

### Postverk Føroya

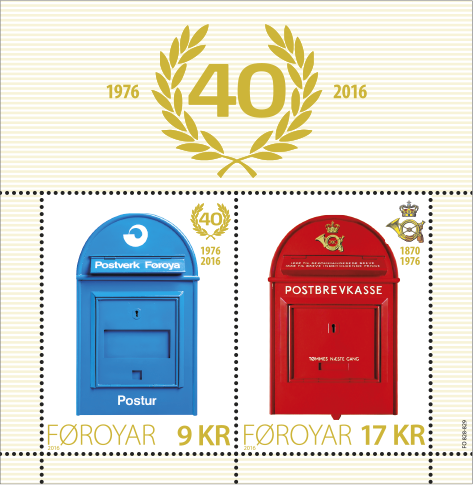
Der blaue färöische Postkasten löste 1976 den roten, dänischen Postkasten ab.

Am 1. April 1976 wurde Postverk Føroya offiziell gegründet und nahm seinen Betrieb auf. Der Postmeister von Tórshavn war Postdirektor einer der kleinsten Postverwaltungen der Welt. 
Am 1. April 1998 änderte sich der internationale Ländercode von FR zu FO, um eine Verwechslung mit Frankreich auszuschließen.
2002 beschloss das Løgting ein Gesetz zur Vereinheitlichung der Adressen auf den Färöern. Es wurde geplant, jedem färöischen Haushalt einen Zustellcode zu geben. Bisher hatten nur Tórshavn und Klaksvík Straßennamen und Hausnummern. Anfang des 21. Jahrhunderts kamen Sandavágur, Hósvík, Fuglafjørður, Runavík und Vestmanna dazu. Die meisten anderen Adressen bestanden bisher nur aus dem Namen und dem Ort mit seiner dreistelligen Postleitzahl.

### Posta
2005 schließlich erfolgte die Umwandlung in eine Aktiengesellschaft öffentlichen Rechts. Für Anfang 2006 sollen die Angestellten entscheiden, ob und wie sie im bisher dreiköpfigen Vorstand des neuen P/F Postverk Føroya vertreten sein wollen. Gleichzeitig wurden für das Personal im Schalterdienst neue modische Dienstuniformen eingeführt.
Im Gesetz, das die Umwandlung betrag, wurde beschlossen, einige Postämter nur bis Ende 2010 zu betreiben. Im Hinblick auf die technologische Entwicklung enthielt das Gesetz den Passus, dass Ende 2010 nur noch 21 Postämter existieren sollten, sowie, dass 2011 nur noch elf Postämter nötig wären.

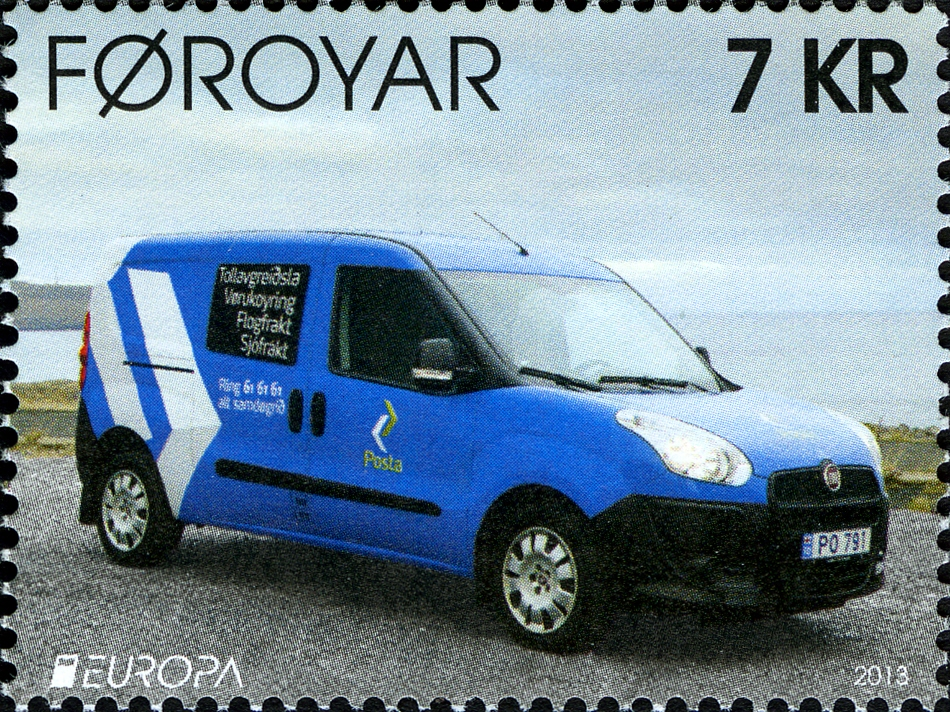
Zustellfahrzeug der färöischen Post aus dem Jahr 2013

2008 wurden vier PostSelv-Automaten an verschiedenen Orten aufgestellt. 2009 wurde der Dienst Posta Heima eingeführt, ein rollendes Postamt, das zu den Kunden kommt. Zusätzlich wurde mit den Geschäftsketten Samkeyp und Merko unter dem Namen "Posta Her" ein Kooperationsvertrag geschlossen. In diesen Geschäften können Briefmarken erworben, kleinere Postgeschäfte erledigt und Post zum Versand abgegeben werden. So blieb den Postämtern im Wesentlichen das immer geringer werdende Geldgeschäft sowie der Paketdienst.
Infolge dieser Entwicklung wurden mit Wirkung vom 31. Dezember 2010 die Postämter in Eiði, Fuglafjørður, Gøta, Hvalba, Kollafjørður, Leirvík, Sandavágur, Skopun, Strendur, Sørvágur, Toftir, Vágur und Vestmanna geschlossen. Am 1. Januar 2011 existierten folgende Postämter mit Tagesstempel: Tórshavn, Kirkja, Klaksvík, Miðvágur, Mykines, Nólsoy, Oyri, Sandur, Saltangará, Skúvoy, Svínoy und Tvøroyri, zudem Annahmestellen in Hattarvík und Skopun. Registriernummern für Einschreibebriefe gab es lediglich in Tórshavn, Klaksvík, Miðvágur, Sandur, Saltangará und Tvøroyri. In Tórshavn, Klaksvík und Saltangará wurde ein Rollenstempel und in Tórshavn zusätzlich ein Maschinenstempel verwendet.

## Die Postämter

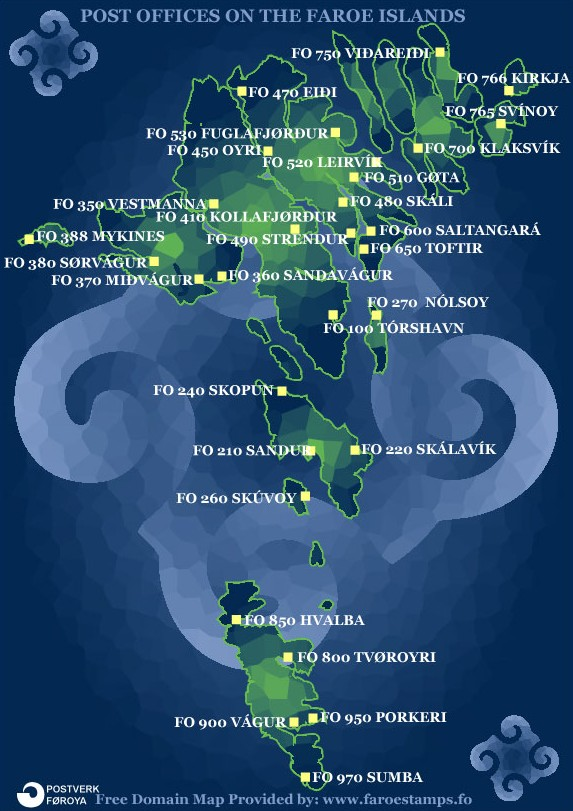
Postämter auf den Färöern vor der Schließungswelle Ende 2010.

Im Herbst 2016 bestanden in folgenden Orten auf den Färöern feste Postämter (posthús): Tórshavn, Nólsoy, Klaksvík, Kirkja, Hattarvík, Svínoy, Flughafen Vágar, Mykines, Oyrarbakki, Saltangará, Sandur, Skúvoy, Hestur, Tvøroyri.
Das am 30. März 2015 eröffnete Postamt am Flughafen Vágar wurde am 13. Juni 2025 geschlossen.
Postleitzahlenverzeichnis siehe: Liste der Städte und Orte auf den Färöern
Im Folgenden werden ausgewählte Postämter mit ihren Außenstellen beschrieben.

### Tórshavn

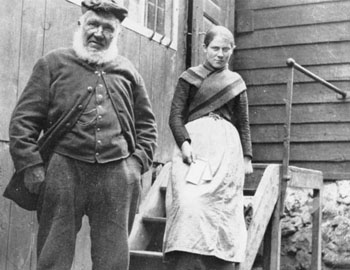
Hans Christopher Müller als erster Postbeamter der Färöer zusammen mit der Mitarbeiterin Maria Mikkelsen.

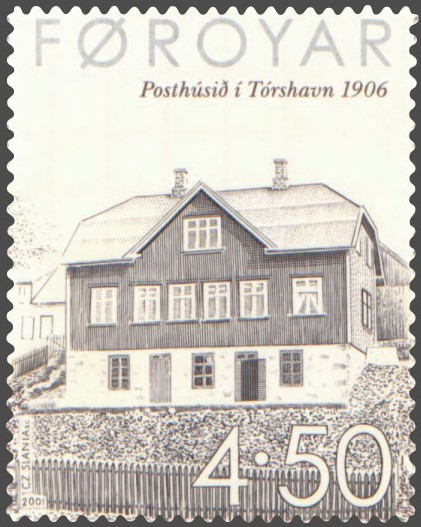
Das alte Postamt von Tórshavn wurde 1906 eröffnet. Dieses Gebäude ist heute noch Teil der alten Post in der Tórshavner Innenstadt.

Bereits am 1. März 1870 wurde im Zusammenhang mit dem Postdampfer aus Kopenhagen die erste Postabfertigung in Tórshavn eröffnet. Der erste Leiter der Post war der Sýslumaður Hans Christopher Müller, der diese Funktion bis zu seinem Tode 1897 innehatte. Diese erste Post war in Müllers Privathaus auf Tinganes in der Hauptgasse Gongin untergebracht.
Unter seinem Nachfolger C.C. Danielsen zog die Post in das Haus Sjóbúðin auf Tinganes, wo zwei Räume angemietet wurden. Mit der Postreform von 1903 wurden der Postabfertigung in Tórshavn neu eingerichtete Briefsammelstellen unterstellt: Sandur auf Sandoy, Miðvágur auf Vágar, Vestmanna im Norden Streymoys, Eiði im Norden Eysturoys und Strendur im Süden derselben Insel. Neben der Belieferung dieser Sammelstellen wurde von Tórshavn aus die Post direkt an die Kunden in folgenden Orten zugestellt:
- Auf dem Weg nach Sandur: Kirkjubøur, Velbastaður und Skopun.
- Auf dem Weg nach Vestmanna: Kollafjørður, Leynar und Kvívík.
- Auf dem Weg nach Eiði: Morskranes, Selatrað, Hósvík, Hvalvík, Streymnes, Gjánoyri, Langasandur und Haldórsvík. In Eiði angekommen, ging es weiter nach Strendur über Ljósá, Svínáir, Norðskáli und Oyri

Jede dieser Routen wurde einmal wöchentlich beliefert. Neben dieser Belieferung der untergeordneten Briefsammelstellen reduzierte sich die Kernzuständigkeit der Tórshavner Post auf folgende Orte: Argir, Hoyvík, Hvítanes, Sund, Kaldbak und Nólsoy.
Am 1. Dezember 1906 erhielt die Tórshavner Post ihr erstes eigenes Gebäude. Mit der Umwandlung der Färöer als selbständiges Postgebiet Dänemarks 1908 wurde aus der Poststelle ein richtiges Postamt, und C.C. Danielsen konnte sich Postmeister nennen. Er war damit höchster Postbeamter der Färöer. 1910 bekam das Postamt seinen ersten städtischen Briefzusteller. Bis dahin mussten die Tórshavner Bürger die Post selber abholen. Bis 1975 war dieses, später erweiterte, Gebäude an der Tórsgøta der Mittelpunkt des färöischen Postwesens.
Am 1. Dezember 1922 trat Danielsens Sohn Johan Danielsen den Dienst als Postmeister von Tórshavn an. Er sollte das Amt bis zum 30. Juni 1953 innehaben, so lange wie sonst keiner vor oder nach ihm.
1955 wurde das Postamt von Vestmanna selbständig.
Am 1. Juli 1967 begann die Amtszeit des Postmeisters Esbern Midjord, mit der Gründung von Postverk Føroya 1976 wurde er Postdirektor der Färöer und hielt das Amt bis 1998 inne.
Mit der Übernahme des Postwesens wurde es erforderlich, neue Abteilungen in der färöischen Post aufzubauen. Die Post erhielt eine Verwaltungsabteilung, eine Buchhaltungsabteilung, eine Briefmarkenabteilung und eine Postgiroabteilung. Zur vorläufigen Lösung des Platzproblems wurde ein Haus in der Dr. Jakobsensgøta in Tórshavn angemietet. Später, 1982, wurde ein Teil der Funktionen in das neue Postgebäude nach Argir verlegt.
1990 wurde das neue Gebäude am Óðinshædd 2 gemietet (und später gekauft). Es ist die Hauptpost von Tórshavn und die Zentrale des gesamten Unternehmens. Die alte Post in der Stadtmitte existiert nach wie vor, und eine weitere gibt es im Einkaufszentrum SMS. In Argir (Traðagøta 38) sitzt heute die Briefmarkenabteilung.

### Suðuroy

Vor der Post in Trongisvágur.

Die Post in Tvøroyri (damals Trongisvágur) auf Suðuroy geht zurück auf das Jahr 1877, als eine eigene Briefsammelstelle nötig wurde, nachdem die Dampfschiffroute geändert wurde. Am 1. März 1884 wurde hieraus eine Postabfertigungsstelle mit eigener Buchhaltung. Nach der Postreform von 1903 unterstanden ihr die neu eingerichteten Briefsammelstellen von Hvalba im Norden der Insel und Vágur im Süden.
Der Postzusteller, der jeden Dienstag von Trongisvágur nach Vágar unterwegs war, stellte gleichzeitig die Post in Øravík und Hov zu. Die Briefsammelstelle in Vágur organisierte die Lieferung nach Nes, Porkeri und Sumba.
Freitags ging es nach Hvalba im Norden, dessen Postsammelstelle Sandvík mit versorgte.
Die Post nach Froðba und Fámjin wurde direkt von Trongisvágur aus zugestellt. Im ersteren Fall sofort und im zweiteren Fall einmal wöchentlich.

#### Vágur

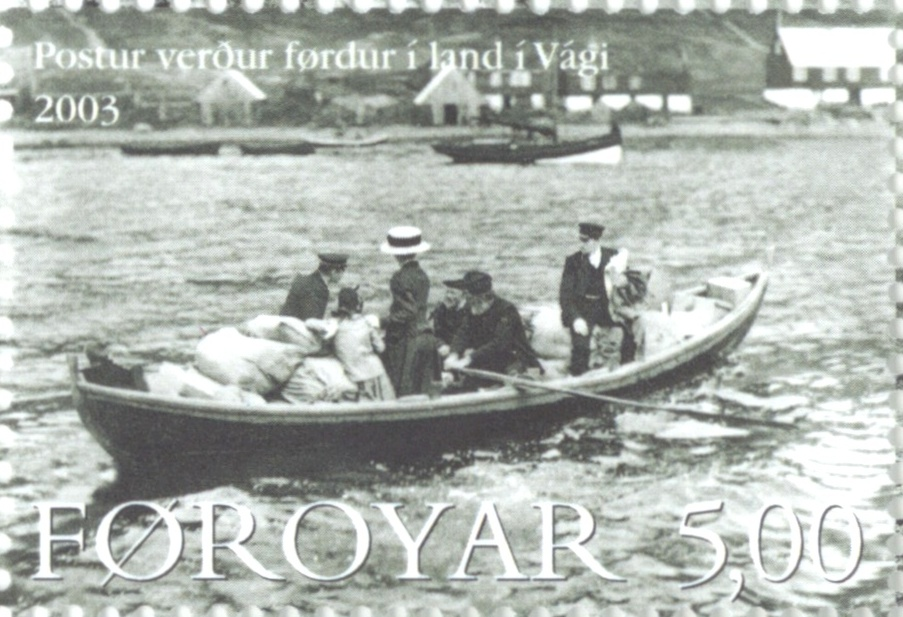
Post wird nach Vágur an Land gebracht.

Die Briefsammelstelle von 1903 wurde bereits am 31. August 1904 in ein Postamt umgestaltet, dessen Leiter bis 1933 der Däne Anders Olsen war. Die Post befand sich in seinem Haus. Sein Nachfolger war Andreas Frederik Djurhuus (bekannt als Politiker). Diesmal war die Post in seinem Haus untergebracht (í Tippunum). Er war bis 1980 im Dienst und wurde von den Leuten im Ort nur „Andreas Post“ genannt. Sein Nachfolger hieß Peter Vilhelm. Seit 1935, als er 15 war, arbeitete er bei der Post und war noch bis 1990 im Dienst. Ihn nannten sie dementsprechend nur „Peter Post“.
Erst am 1. April 1983 zog die Post aus Djurhuus’ Haus in ein eigenes Gebäude um – 80 Jahre nach Gründung der Post von Vágur. Es handelte sich um das alte Bankgebäude in Fløðulið, wo die Post bis Ende 2010 bestand.
Bis zum Anfang der 1980er Jahre waren sechs Poststellen der Post in Vágur unterstellt: Víkarbyrgi, Sumba, Akrar, Lopra, Porkeri und Hov. Am 1. Januar 1982 wurde die Post in Lopra geschlossen. Am 1. Januar 1983 folgte die Post in Akrar und am 31. August 1993 schloss die Post in Hov. 1996 war die Post in Víkarbyrgi an der Reihe. Somit gab es nur zwei unterstellte Poststellen, Sumba und Porkeri.
Die anderen Dörfer im äußersten Süden der Färöer werden von Landboten versorgt.
Mit Wirkung vom 31. Dezember 2010 wurde das Postamt geschlossen.

### Klaksvík und Nordinseln

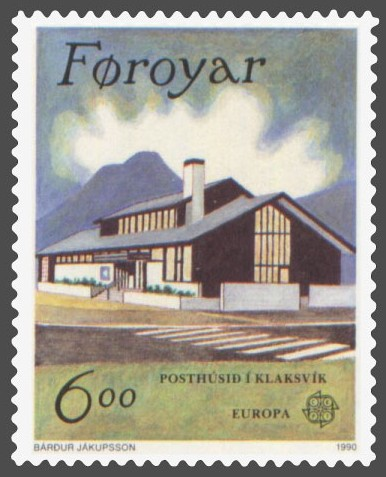
Das moderne Postamt von Klaksvík wurde in den 1960ern gebaut.

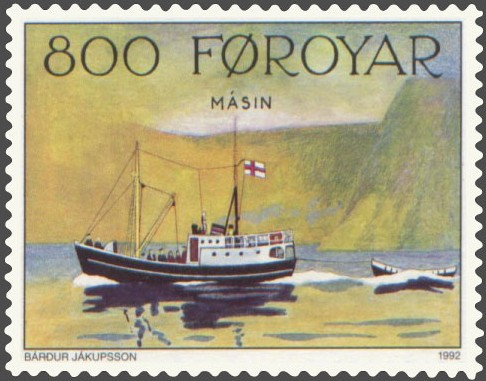
Másin – die Möwe, so heißt das alte Postboot von Hvannasund nach Svínoy und Fugloy, das noch heute in Betrieb ist.

Am 1. Mai 1888 erhielt Klaksvík (damals hieß es noch Vágur oder Norðuri í Vági, um nicht mit dem gleichnamigen Ort auf Suðuroy verwechselt zu werden) seine eigene Postabfertigungsstelle, die für die gesamten Nordinseln zuständig war (und heute noch ist). Leiter war der Sýslumaður (Gemeindevorsteher) Klæmint Olsen. Nach der Postreform von 1903 unterstand ihr die neue Briefsammelstelle von Fuglafjørður (Eysturoy). Jeden Freitag sollte die Post von Klaksvík über Leirvík dorthin befördert werden. Es gilt als wahrscheinlich, dass die Post für Leirvík auf diesem Wege direkt zugestellt wurde.
Wenn Post in Klaksvík ankam, mussten die Sendungen umgehend in die damals noch nicht zusammengewachsenen Ortsteile Klaksvík, Vágur, Vágsheygum, Biskupstøð, Uppsølum, Gerðum, Myrkjanoyri und Norðoyri gebracht werden, einmal in der Woche nach Fagralíð, wo sich bis 1909 die Volkshochschule der Färöer befand, die ganzjährig bewohnt war.
Jeden Montag musste die Post in die nordöstlich gelegenen Dörfer Norðtoftir, Depil, Norðdepil, Hvannasund und Viðareiði ausgetragen werden.
Mittwochs wurden die Orte Syðradalur, Húsar und Mikladalur auf Kalsoy und Kunoy auf der gleichnamigen Insel versorgt.
Wahrscheinlich diente Hvannasund als eine Art Postfach für die Bewohner von Múli weiter nördlich, während Mikladalur die gleiche Funktion für Trøllanes übernahm. Wie die Bewohner von Haraldssund, Skarð und Skálatoftir damals an ihre Post gelangten, ist nicht geklärt. Vermutlich holten sie sie in Klaksvík direkt ab, wenn jemand von ihnen dort war.
Nach dem Ersten Weltkrieg änderte sich die Situation. In der Zeit von 1920 bis 1970 gab es 14 Postämter, die der Klaksvíker Post unterstellt waren. Jedes Dorf hatte seine eigene Poststelle, wie Kirkja und Hattarvík auf Fugloy und der Ort Svínoy auf der gleichnamigen Insel.
1911 zog die Klaksvíker Post in ein neues Gebäude um. Wie schon zuvor teilte sie sich das Haus mit dem Amt des Gemeindevorstehers, der 1927 ein eigenes Haus bekam. 1947 wurde die Post umgebaut. Am 24. Juni 1966 schließlich, bekam die Post ein neues, hochmodernes Gebäude nahe der alten Tingstätte des Vártings der Nordinseln, wo sie noch heute ist.
Neben der Post in Klaksvík gibt es heute nur noch drei weitere Poststellen: Viðareið, Kirkja und Svínoy, als den entlegensten Außenposten im Norden und Osten. Etwa 20 Menschen arbeiten auf den Nordinseln bei der Post, davon die Hälfte Postzusteller.

### Eysturoy
Wie oben bereits geschildert, wurden mit der Postreform 1903 zunächst drei Briefsammelstellen auf Eysturoy eingerichtet: Eiði im Norden, Strendur im Süden und Fuglafjørður im Osten. Während die ersten beiden von Tórshavn aus versorgt wurden, unterstand Fuglafjørður der Post in Klaksvík.

#### Fuglafjørður

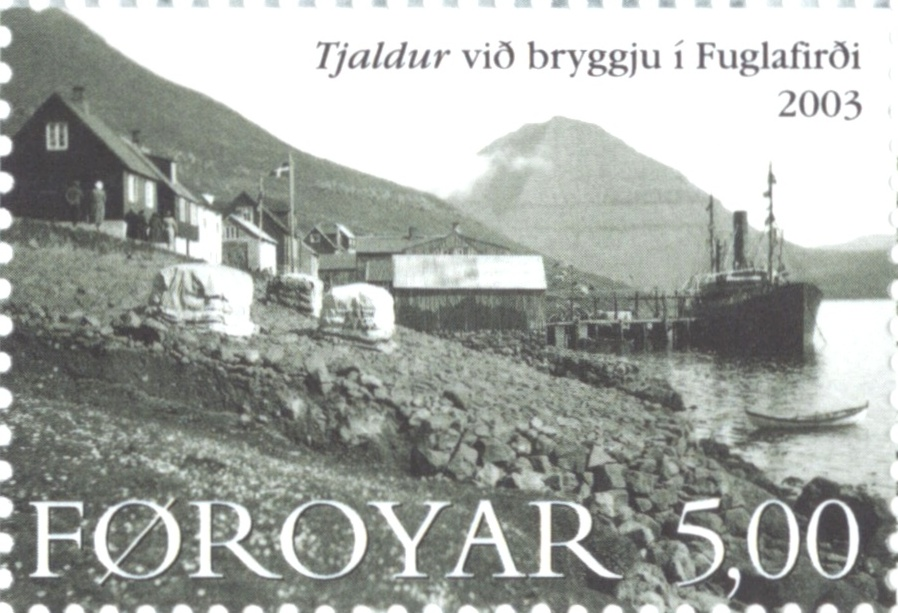
Der Überseedampfer Tjaldur an der Brücke von Fuglafjørður um die Jahrhundertwende.

Mit der Einrichtung der Briefsammelstelle 1903 beginnt die Postgeschichte von Fuglafjørður. Die Dörfer Hellurnar, Oyndarfjørður und Elduvík wurden von hier mitversorgt.
Der erste Postamtsvorsteher war Tummas Juul Petersen, Gemeindevorsteher (Sýslumaður) von Eysturoy. 1910 zog er nach Klaksvík, wo er das Amt des Gemeindevorstehers der Nordinseln und gleichzeitig das des Postamtsvorstehers in Klaksvík übernahm. Sein Nachfolger als Postamtsvorsteher in Fuglafjørður wurde sein Bruder Hans Jacob Petersen.
Er besaß eine zwei Kutter, die für die Beförderung von Post, Fracht und Fahrgästen verwendet wurden. Die Boote hießen Alma und Ragnhild, und sie waren nach seiner Tochter Alma und ihrer Schwester benannt. Ragnhild fuhr von Fuglafjørður in nördliche Richtung zu den Ortschaften Hellurnar, Oyndarfjørður, Elduvík, Funningur und Gjógv. Alma befuhr die Linie zwischen Fuglafjørður und Klaksvík, und unterwegs lief sie Leirvík an. Nach dem Zweiten Weltkrieg wurden die Fahrten eingestellt. Der eine Kutter war für den genannten Zweck gebaut worden, während der zweite 1930 in Norwegen erworben wurde.
1926 übernahm Hans Jacobs Tochter, Alma Rustin, die Leitung des Postamts der Ortschaft, und als sie das Amt am 31. Oktober 1975 verließ, wurde es von ihrer Tochter, Margretha Rustin Johannesen, übernommen, die bis zum 30. November 1994 im Amt blieb. Die Familie hatte 91 Jahre dieses Amt in Fuglafjørður inne.
Die Post befand sich zunächst in den Räumen des Amtsvorstehers und später im Haus von Alma Rustin. Erst am 1. November 1975 bezog die Post die gegenwärtigen Räumlichkeiten in einem gesonderten Gebäude.

### Landboten

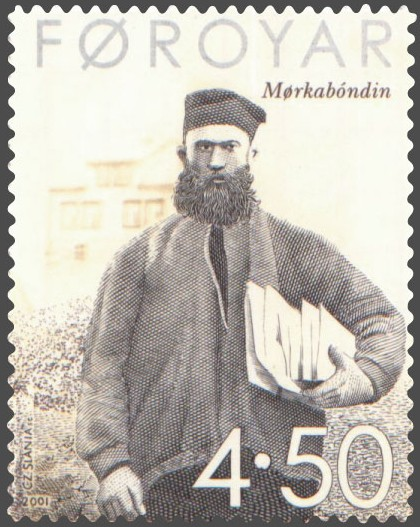
Mørkabóndin – so nannten sie den Landboten Simon Pauli Poulsen (Símun Pauli á Mørk) aus Fuglafjørður, der regelmäßig über die Berge in die Nachbardörfer wanderte, um ihnen Post zu bringen.

Die heutigen Landboten sind, im Gegensatz zu ihren Vorgängern in der ersten Hälfte des 20. Jahrhunderts, mit Autos unterwegs. Wie überall auf den Färöern üblich, erledigen diese Landboten die Zustellung von Briefen, Paketen und Geldsendungen und nehmen diese entgegen.
Die Arbeit als Landbote barg viele Gefahren in sich. Die färöische Postgeschichte umfasst Berichte über tödlich verunglückte Briefträger. Der erste Unfall traf den 52 Jahre alten Jacob Eliassen, Jakki í Vági genannt. 1887 war Jakki über die Berge zwischen Klaksvík und dem Dorf Árnafjørður unterwegs. Es war ein Wintertag mit schlechter Witterung, die Post musste jedoch trotzdem befördert werden. An diesem Tag sollte Jakki seinen Bestimmungsort nie erreichen. Als er später tot aufgefunden wurde, lag seine Leiche auf einem Gesims unter dem Gebirgskamm, von dem er abgestürzt war.
Erst 2003 wurde die letzte verbleibende Briefträgerroute über einen Gebirgspfad überflüssig, als der Tunnel zum isolierten Dorf Gásadalur durchstochen wurde. Kein Geringerer als der Postbote selber hatte die Ehre der ersten Sprengung. Er war der erste Mensch, der den Tunnel durchschreiten durfte.

## Briefkästen
Postverk Føroya ist die Aufschrift auf den färöischen Briefkästen, die in einem leuchtenden Blau gehalten sind. Als die Färöer postalisch noch von Dänemark betreut wurden, waren sie – wie im Mutterland üblich – rot.

## Philatelie
Eine interessante Periode der färöischen Philateliegeschichte ist die Zeit unmittelbar nach dem Ersten Weltkrieg, als die sogenannten Behelfsbriefmarken benutzt werden mussten. Am 8. Dezember 1918 erhielt das Postamt von Tórshavn eine Mitteilung aus Kopenhagen über folgende Portoerhöhung:
- Ortsgebühr für Briefe bis 250 g: von 5 Öre auf 7 Öre
- Landesgebühr für Briefkarten bis 250 g: von 4 Öre auf 7 Öre.

Die Portoerhöhung sollte zum 1. Januar 1919 in Kraft treten.

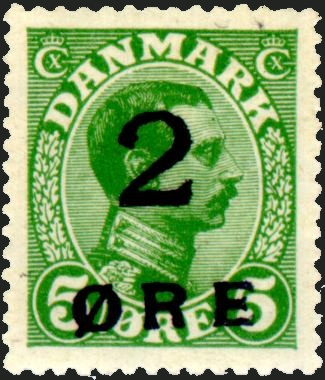
Der sogenannte Stuhlbeinstempel über 2 Öre auf der 5-Öre-Marke.

Wegen der schlechten Schiffsverbindung nach den Färöern war es nicht möglich, das Postamt von Tórshavn mit den neuen 7-Öre-Briefmarken für den Gebrauch bei Briefen auf den Inseln und Briefkarten nach Dänemark zu versorgen. Die steigende Nachfrage nach 1-, 2-, 3- und 4-Öre-Ergänzungsmarken führte dazu, dass die Bestände nicht mehr ausreichten. Das Postamt von Tórshavn wurde deshalb ermächtigt, die 4-Öre-Briefmarken zu halbieren und die beiden Hälften als 2-Öre-Briefmarken zu benutzen.
Als diese Bestände fast verbraucht waren, wurde das Postamt von Tórshavn ermächtigt, die erforderliche Anzahl 5-Öre-Briefmarken zu überdrucken, damit sie als 2-Öre-Marken dienen konnten. Zu diesem Zweck wurde ein Handstempel mit dem Text „2 ØRE“ hergestellt, der der Stuhlbeinstempel genannt wurde, da für dessen Schaft ein Teil eines gedrehten Stuhlbeins benutzt wurde.
Eine ähnliche Situation entstand 1940/1941. Die deutsche Besetzung Dänemarks – sowie ein harter Eiswinter im Skagerrak und Kattegat – verhinderten regelmäßige Verbindungen zwischen den britisch besetzten Färöern und dem besetzten Dänemark, was wiederum einen Mangel an Briefmarken mit den aktuellen Gebührensätzen zur Folge hatte. Deshalb wurden erneut Aufdrucke für den Gebrauch bis zum Erhalt neuer Sendungen aus Dänemark angefertigt.

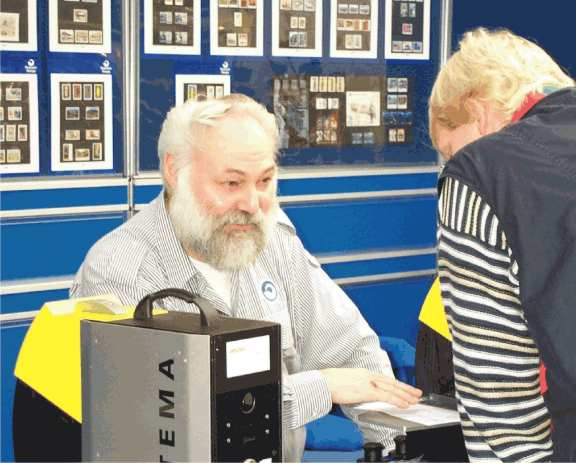
Philateliespezialist des Postverk Føroya bei der Arbeit auf der HAFNIA 2002 in Kopenhagen

Die dänische Postverwaltung gab am 30. Januar 1975 die ersten Briefmarken mit der Länderbezeichnung Føroyar (färöisch für Färöer) heraus. Damit traten die Färöer in das Blickfeld der internationalen Philatelisten-Gemeinde.
Am 1. April 1976 schließlich, nahm das Postverk Føroya als Behörde der Autonomieregierung seinen Betrieb auf. Die 18. Briefmarke mit der Länderbezeichnung Føroyar ist zugleich die erste unter Regie der Färöer herausgegebene. Seitdem hat die Briefmarkenabteilung alle Briefmarkenarbeit übernommen. Die Abteilung organisiert die gesamte Produktion, Ausgabe und den Verkauf von Briefmarken.
Die Färöer entwickelten sich zu einem beliebten Sammelgebiet und trugen so maßgeblich zum Bekanntheitsgrad der Inselwelt im Nordatlantik bei. Zum Beispiel gründete sich der Deutsch-Färöische Freundeskreis ausdrücklich als ein Verein von Färöer-Briefmarkensammlern.

### Briefmarkenmotive

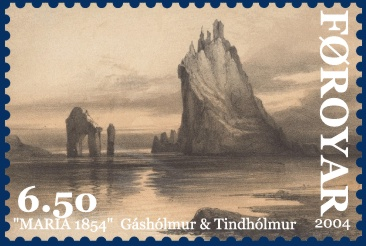
Färöische Inselwelt mit dem bizarren Tindhólmur: Die Reise der Yacht Maria 1854 – aus einem Gedenkblock von 2004

Färöische Briefmarken spiegeln den Stand der färöischen Kunst und Gesellschaft wider. Auf nichtfäröische Themen wird weitestgehend verzichtet. Ausnahmen sind gelegentlich die gesamtnordischen oder gesamteuropäischen Ausgaben (Norden-Ausgaben und Europa-CEPT-Ausgaben). Beliebte Themengebiete sind:
- Färöische Vogelwelt, Meeresfauna, Pflanzenwelt usw.
- Autoren der färöischen Literatur
- Geschichte der Färöer
- Färöische Malerei
- Schifffahrt, Fischerei und die damit zusammenhängende Industrie
- Landschaften, Dörfer und Kirchen, z. B. färöische Holzkirchen
- nordische Mythologie
- Das Leben des Jesus[4]
- und weitere Motive aus dem Alltag der Inselbewohner.

### Briefmarkenkünstler

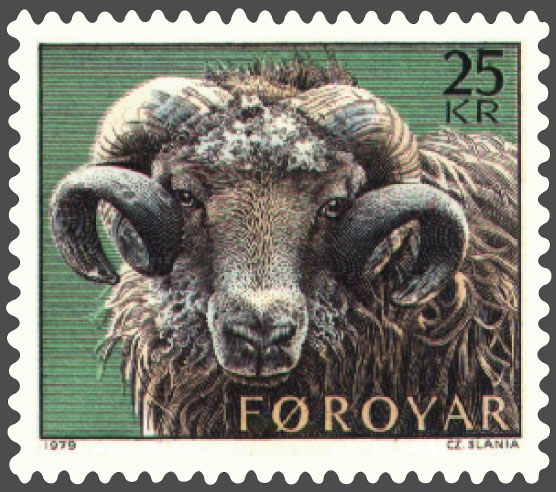
Der Widder, Wappentier der Färöer, FR 36, Czesław Słania 1979

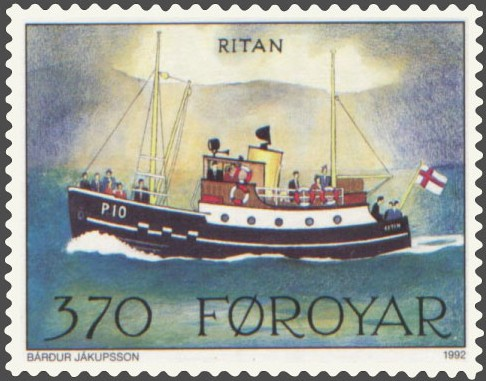
Ritan, ein altes Postschiff, FR 222, Bárður Jákupsson 1992.

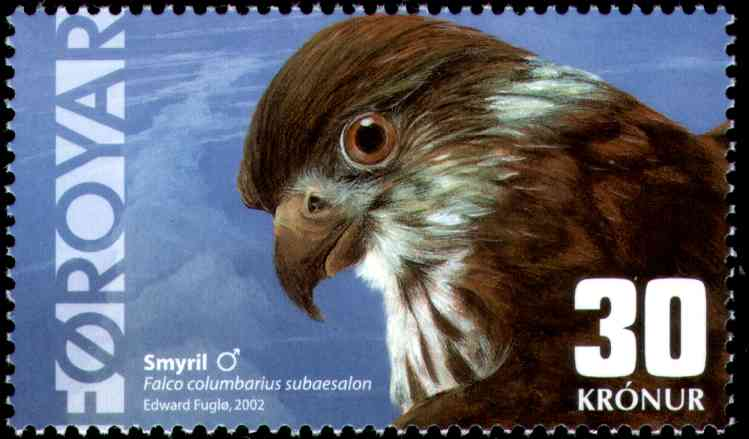
Smyril – der Merlin, FO 427, Edward Fuglø, 2002.

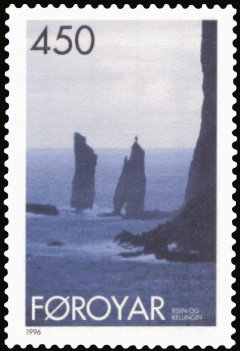
Risin und Kellingin, FR 282, 1996, ungenannter Fotograf. Diese Briefmarke wurde als schönste färöische Marke 1996 gewählt.

Die beiden produktivsten Briefmarkenkünstler von Postverk Føroya waren der färöische Maler Bárður Jákupsson (91 Marken) und der polnisch-schwedische Meistergraveur Czesław Słania (100 Marken). Beide arbeiteten oft zusammen, und beide prägten bis zur Jahrtausendwende maßgeblich das Bild der färöischen Briefmarken.
Jákupsson räumte einmal ein, dass er am Anfang seiner Tätigkeit auf sehr viel Rat von Menschen wie Słania und anderen Profis angewiesen war. Am Ende beherrschte er als eine Art Creative Director (künstlerischer Leiter) der Briefmarkenabteilung selbständig die Entstehung einer Briefmarke über die ersten Skizzen bis zur Druckvorlage mit allen nötigen Farbangaben. Jákupssons Motive stellen Menschen in Alltagssituationen, Sagen und Märchen dar. Als profilierter Buchillustrator zeichnete er Pflanzen und Vögel. Hervorstechend sind seine Schiffsaquarelle der letzten Ausgaben.
Słanias Arbeit für die Färöer führte zu vielen Briefmarken, die als besonders typisch für sein eigenes Lebenswerk und für die färöischen Briefmarken selbst eingeschätzt werden können. Allen voran der 25-Kronen-Widder von 1979, der noch heute (2005) als Dauermarke im normalen Schalterverkauf ist. Die beiden Serien mit insgesamt acht färöischen Schriftstellern gehören ebenso zu seinen Werken, wie die Darstellungen des färöischen Alltags nach alten Fotos und Gemälden oder nach Skizzen des großen färöischen Künstlers Ingálvur av Reyni, der sie extra für einige Briefmarken zeichnete.
Andere färöische Maler wie Sámal Joensen-Mikines, Zacharias Heinesen, Steffan Danielsen, Ruth Smith, Hans Hansen, und zuletzt Jógvan Waagstein wurden auf vielfältige Art mit ihren Bildern verewigt, während Grafiker wie Jákup Pauli Gregoriussen und Elinborg Lützen eigens Werke für Briefmarkenausgaben anfertigten.
Jákupssons Pionierarbeit wird seit Mitte/Ende der 1990er von inzwischen fest etablierten Briefmarkenkünstlern weiter geführt, wie Astrid Andreasen (Flora und Fauna) und Anker Eli Petersen (mythologische und religiöse Motive). Während Andreasens Kunst auf größten Detailreichtum und wissenschaftliche Genauigkeit ausgelegt ist, setzte Petersen die färöische Briefmarke in ein neues Licht von plakativen, fast comicähnlichen Collagen.
Edward Fuglø ist in seinem Themenspektrum vielseitiger. Neben Vögeln und Walen kamen von ihm schon Illustrationen von beliebten Kinderliedern, oder zuletzt der färöischen Küche. Sein Merlin von 2002 wurde als schönste färöische Briefmarke jenes Jahres und als zweitschönste Marke Europas 2004 gewählt.
2005 hatte Eli Smith sein Debüt als Briefmarkenkünstler mit kräftigen Landschaftsaquarellen.
Neben den „klassischen“ Briefmarken, die auf Zeichnungen und Aquarellen beruhen, Reproduktionen von Gemälden sind, oder in Stahl gravierte Umsetzungen von fotografischen Vorlagen, kamen in den 1990ern die ersten Briefmarken hinzu, die unmittelbar das Foto als Kunst- und vor allem Dokumentationsform verwendeten. Der Künstler tritt hier oft in den Hintergrund. Namen wie Rúni Brattaberg und Per á Hædd sind aus anderen Zusammenhängen bekannt.
Die Fotobriefmarken mit Landschaftsaufnahmen der Färöer liegen in der internationalen Publikumsgunst weit oben. Mehrmals wurden solche Marken als schönste Briefmarken der Färöer gewählt. Hinzu kamen Briefmarken mit historischen Schwarzweißfotos, die sich an das geschichtsinteressierte Publikum wenden.

### Das Sammeln
| Jahr | St.     | #                     | Nennwert     | Durchschn. Nennwert |
| --- | ------- | --------------------- | ------------ | ------------------- |
| 1975 | 14      | Ø 001–014             | 24,35 kr.    | 1,81 kr.            |
| 1976 | 3       | Ø 015–017             | 10,85 kr.    | 3,62 kr.            |
| 1977 | 7       | FR 018–024            | 14,85 kr.    | 2,12 kr.            |
| 1978 | 11      | FR 025–035            | 18,80 kr.    | 1,71 kr.            |
| 1979 | 6       | FR 036–041            | 32,80 kr.    | 5,47 kr.            |
| 1980 | 11      | FR 042–052            | 19,00 kr.    | 1,73 kr.            |
| 1981 | 11      | FR 053–063            | 29,60 kr.    | 2,69 kr.            |
| 1982 | 9       | FR 064–072            | 22,70 kr.    | 2,52 kr.            |
| 1983 | 14      | FR 073–086            | 51,50 kr.    | 3,68 kr.            |
| 1984 | 19      | FR 087–105            | 65,70 kr.    | 3,46 kr.            |
| 1985 | 18      | FR 106–123            | 69,00 kr.    | 3,83 kr.            |
| 1986 | 15      | FR 124–138            | *78,40 kr.   | 5,23 kr.            |
| 1987 | 17      | FR 139–155            | *78,80 kr.   | 4,63 kr.            |
| 1988 | 17      | FR 156–172            | 78,90 kr.    | 4,64 kr.            |
| 1989 | 15      | FR 173–187            | 78,70 kr.    | 5,25 kr.            |
| 1990 | 17      | FR 188–204            | 77,90 kr.    | 4,58 kr.            |
| 1991 | 16      | FR 205–220            | 79,50 kr.    | 4,97 kr.            |
| 1992 | 14      | FR 221–234            | 68,60 kr.    | 4,90 kr.            |
| 1993 | 13      | FR 235–247            | 78,50 kr.    | 6,40 kr.            |
| 1994 | 16      | FR 248–263            | 76,60 kr.    | 4,78 kr.            |
| 1995 | 19      | FR 264–282            | 97,50 kr.    | 5,13 kr.            |
| 1996 | 19      | FR 283–301            | 117,00 kr.   | 6,16 kr.            |
| 1997 | 18      | FR 302–319            | 120,00 kr.   | 6,66 kr.            |
| 1998 | 20      | FR 320–339            | 129,00 kr.   | 6,45 kr.            |
| 1999 | 20      | FR 340–359            | 126,50 kr.   | 6,33 kr.            |
| 2000 | 19      | FR 360–378            | 137,00 kr.   | 7,21 kr.            |
| 2001 | 27      | FR 379–393 FO 394–405 | 196,00 kr.   | 7,25 kr.            |
| 2002 | 22      | FO 406–427            | 189,50 kr.   | 8,61 kr.            |
| 2003 | 37      | FO 428–464            | 226,00 kr.   | 6,11 kr.            |
| 2004 | 40      | FO 465–504            | 253,00 kr.   | 6,33 kr.            |
| 2005 | 34      | FO 505–538            | 250,50 kr.   | 7,36 kr.            |
| 2006 | 39      | FO 547-585            | 265,50 kr.   | 6,81 kr.            |
| 2007 | 40      | FO 586-625            | 286,00 kr.   | 7,15 kr.            |
| 2008 | 33      | FO 626-658            | 281,00 kr.   | 8,52 kr.            |
| Ges. | 658     |                       | 3.729,55 kr. |                     |
| Ø | etwa 19 |                       | 109,69 kr.   | 5,66 kr.            |
| *Anmerkung: 1986/87 wurden zwei Blöcke für die Briefmarkenausstellung HAFNIA ’87 in Kopenhagen herausgegeben, deren Preis höher war als der Nennwert der Marken. Der Erlös kam der Ausstellung zugute. |         |                       |              |                     |

Färöische Briefmarken werden (mit Ausnahme von zwei Blöcken 1986/87) zum aufgedruckten Nennwert in Färöischen Kronen (= DKK) herausgegeben und verkauft. Dieser Nennwert entspricht den am häufigsten gebrauchten Portostufen der Färöer, also meist für den Standardbrief innerhalb der Färöer und den nach Europa mit Luft- oder Schiffspost. Hinzu kommen manchmal höhere Werte für schwerere Sendungen.
Die Briefmarkenabteilung vertreibt die Marken direkt von den Färöern im Abonnent oder per Einzelbestellung. Deutsche Sammler können die Zeitschrift NPosta Stamps beziehen, die über neue Ausgaben und das Verkaufsende älterer Ausgaben informiert und landeskundliche und postgeschichtliche Artikel bringt. Damit ist dieses Infoblatt gleichzeitig eine der ganz wenigen Periodika in deutscher Sprache, die mit den Färöern zu tun haben.
Die Briefmarken werden postfrisch und gestempelt angeboten (zum gleichen Preis), wahlweise als Einzelmarken oder als Viererblock. Auch ganze Bogen werden verkauft. Bis 2001 waren Blöcke eher die Ausnahme. Seit einer Änderung der Ausgabepolitik gehören sie zum Standardprogramm jedes Jahrgangs. Hinzu kommen die Briefmarkenheftchen, die ein- bis zweimal im Jahr erscheinen. Dies sind durchgängig Briefmarken, die es zudem im Bogenformat gibt
Ersttagsbriefe werden nur innerhalb der ersten sechs Monate nach dem Erscheinen verkauft. Die Stempel und Umschläge sind von den jeweiligen Briefmarkenkünstlern gestaltet. Zu bestimmten Ausgaben gibt es Postkarten und manchmal Poster als zusätzliches Sammelgebiet.
Eine Alternative zum Abo oder Einzelbestellung der Neuausgaben sind die Jahresmappe und das Jahrbuch. Die Jahresmappe wird zum Nennwert des Jahrgangs verkauft und ist im A5-Format. Hierin befinden sich alle postfrischen Einzelmarken und Blöcke. Oft wird die Jahresmappe dazu verwendet, die Briefmarken herauszunehmen und ins Album zu stecken.
Das Jahrbuch hingegen ist etwas teurer und stellt ein eigenes Album im Illustriertenformat A4 dar. Wie dieses Format schon andeutet, sind die einzelnen Ausgaben aufwändig mit Texten und begleitenden Illustrationen versehen. Die einzelnen Marken sind in Taschen gesteckt auf den Hochglanzseiten des Jahrbuchs verteilt. Das Jahrbuch erscheint in zwei Ausgaben: Färöisch/Dänisch und Englisch/Deutsch.
Sowohl das Jahrbuch als die Jahresmappe sind etwa 2–3 Jahre nach Erscheinen im Verkauf. Erscheinungstermin ist immer zusammen mit der letzten Briefmarkenausgabe eines Jahrgangs.